# Ion Popa
Ion Popa (født 2. februar 1957 i Rumænien) er en rumænsk-født australsk tidligere roer.
Efter at være vokset op i Rumænien og have været i det rumænske politi hoppede Popa af fra det kommunistiske styre i 1978 og bosatte sig i Australien.
Hans første store stævne for Australien var ved VM 1983, hvor han var med til at vinde bronze i otteren. Han deltog ved OL 1984 i Los Angeles igen som en del af den australske otter. Australiernes besætning bestod desuden af Craig Muller, Clyde Hefer, Tim Willoughby, Samuel Patten, Ian Edmunds, James Battersby, Stephen Evans og styrmand Gavin Thredgold. Australierne blev toer i det indledende heat, men vandt derpå opsamlingsheatet og kom i finalen. Her vandt Canada guld foran USA, mens Australien fik bronze.
I 1986 var han med til at blive verdensmester i otteren, og OL 1988 i Seoul blev hans sidste store internationale konkurrence, hvor han i otteren var med til at hente en australsk femteplads.
Han blev i 1984 gift med Sue Chapman, der også var australsk OL-roer. Deres datter, Rosemary Popa, er ligeledes roer og har vundet VM-medaljer.

## OL-medaljer
- 1984:  Bronze i otter